# ГЕС Сакума I
ГЕС Сакума I (佐久間発電所) — гідроелектростанція в Японії на острові Хонсю. Знаходячись між ГЕС Хіраока (вище по течії) та ГЕС Сакума II (32 МВт), входить до складу каскаду на річці Тенрю, яка впадає до Тихого океану біля міста Хамамацу.

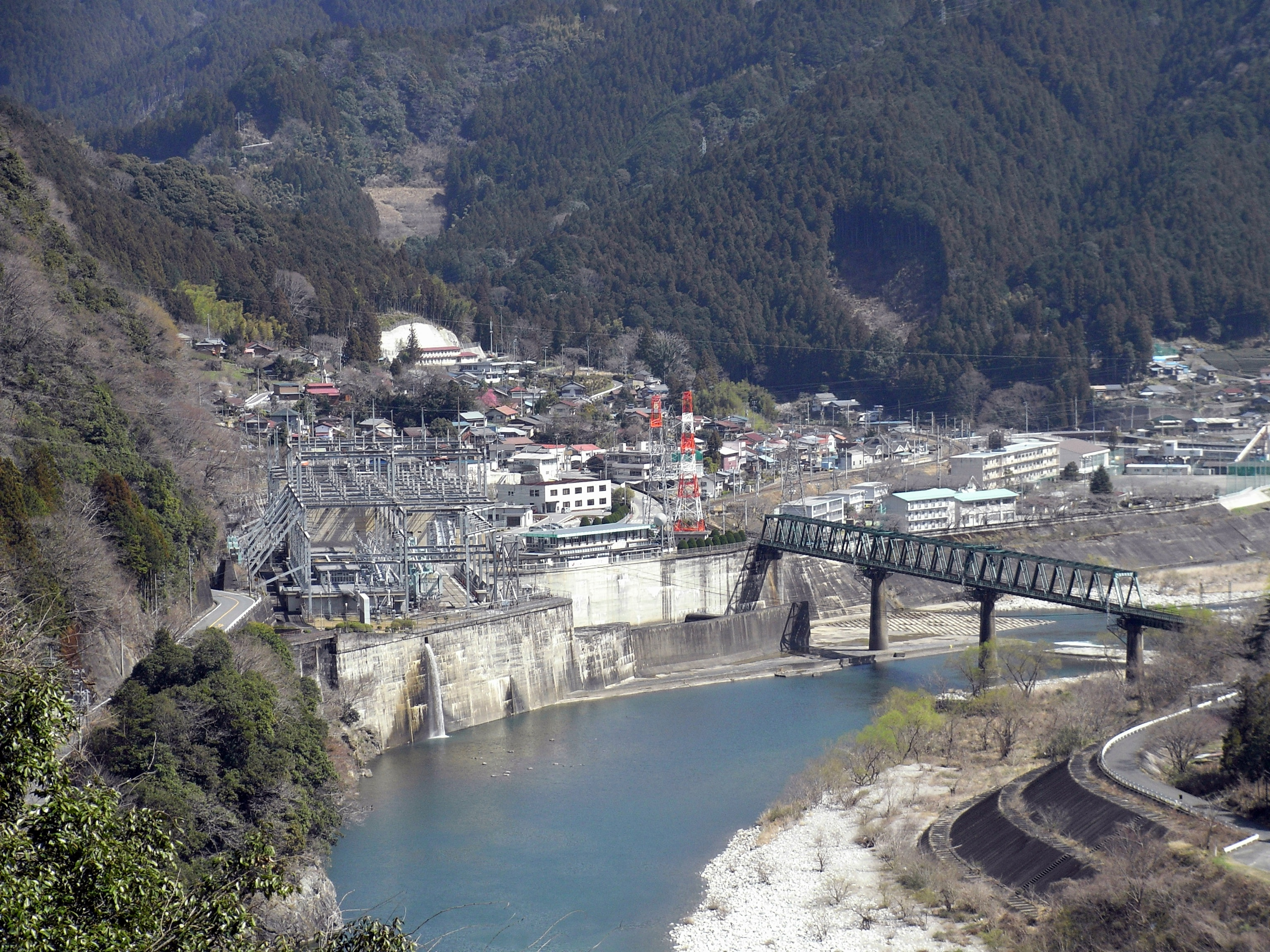
Машинний за станції та розташований над ним трансформаторний майданчик. Одразу за мостом у правій частині знімку під дном річки проходить відвідний тунель, що прямує на станцію Сакума ІІ

В межах проекту річку перекрили бетонною гравітаційною греблею висотою 150 метрів та довжиною 291 метр, яка потребувала 1120 тис. м3 матеріалу. Вона утворила водосховище з площею поверхні 7,2 км2 і об'ємом 326,8 млн м3 (корисний об'єм 205,4 млн м3), в якому припустиме коливання рівня між позначками 260 та 297 метрів НРМ.

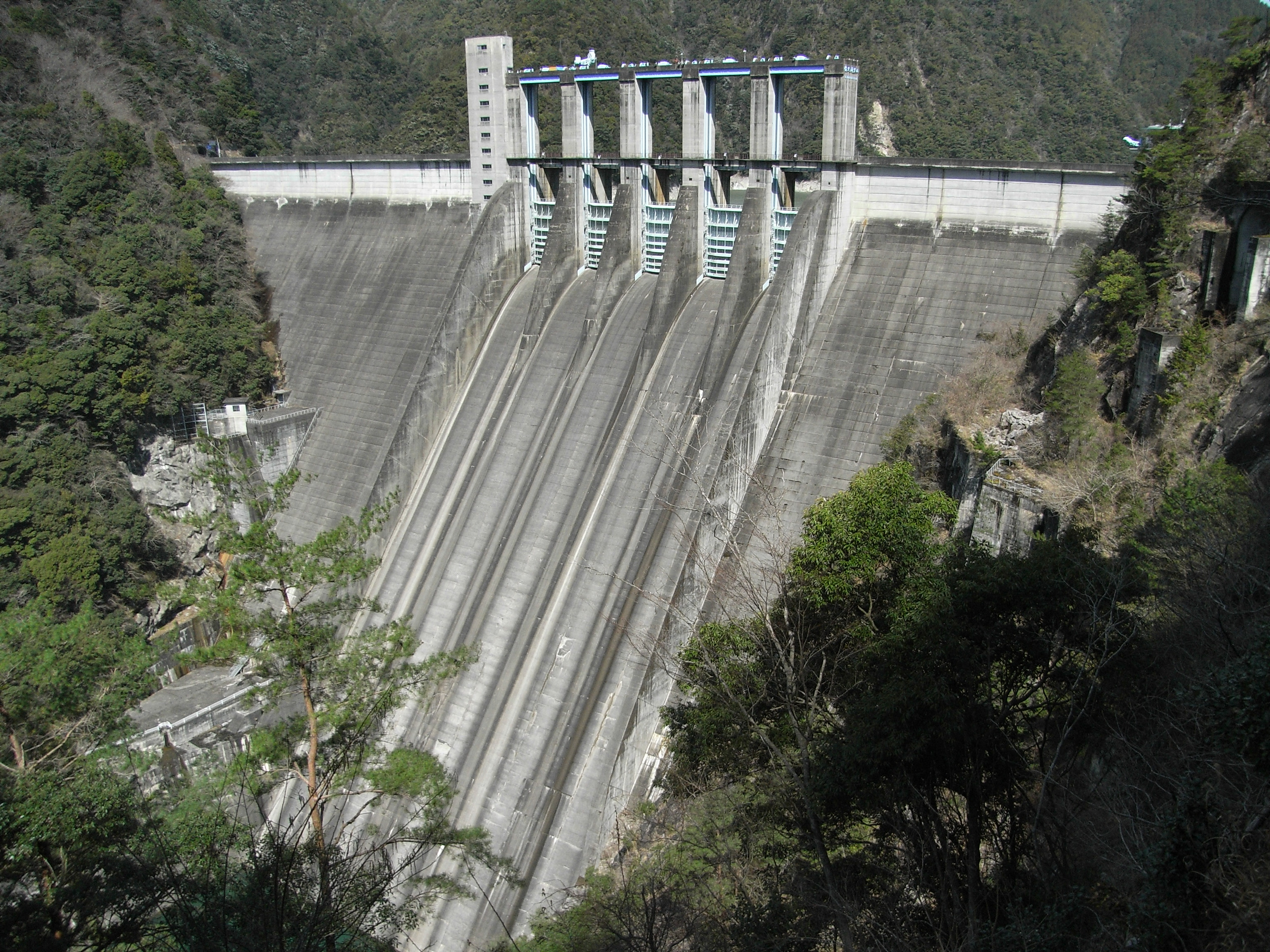
Гребля Сакума

Зі сховища через лівобережний масив прокладено два дериваційні тунелі довжиною по 1,2 км з діаметром 7 метрів, кожен з яких переходить у два напірні водоводи довжиною по 0,15 км зі спадаючим діаметром від 4,8 до 3,8 метра. В системі також працюють два вирівнювальних резервуари діаметром 20 метрів та висотою 98 метрів і 79 метрів.
Машинний зал розташований на лівому березі Тенрю за 5,5 км нижче по течії від греблі. Тут встановили чотири турбіни типу Френсіс із загальною номінальною потужністю 350 МВт. Вони використовують напір у 134 метра та забезпечують виробництво 1374 млн кВт-год електроенергії на рік.
Відпрацьована вода потрапляє у відвідний канал, який майже одразу переходить у прокладений поперек русла Кумано тунель. На протилежному березі річки ресурс спрямовується у водозабір станції Сакума ІІ.